# Kanton Caen-10
Kanton Caen-10 (fr. Canton de Caen-10) byl francouzský kanton v departementu Calvados v regionu Dolní Normandie. Skládal se ze tří obcí. Zrušen byl v roce 2015.

## Obce kantonu
- Caen (část)
- Cormelles-le-Royal
- Ifs